# SN 2007oc
SN 2007oc – supernowa typu II-P odkryta 3 listopada 2007 roku w galaktyce NGC 7418A. W momencie odkrycia miała maksymalną jasność 13,60m.